# The Static
The Static — американская пауэрпоп-группа. Была создана в 2005 году, под названием Hotspur, в Роквилле (штат Мэрилэнд). В 2011 году они поменяли жанр исполнения, сменили название на нынешнее и подписали контракт с продюсерским центром Митча Аллана (лидером известной в США инди-рок команды SR-71) Guest House Entertainment.

## История
Ребята именовали себя как Hotspur вплоть до конца осени 2011 года. На тот момент группе состояли: Dave Trichter (вокал, синтезатор и клавишные), «Coop»(Куп) Cooper (бас-гитара), Scott Robinson (барабаны), и Joe Mach (вокал и гитара)
Было выпущено два альбома + один EP (вышедший 6 декабря 2005 года), один из альбомов вышел в 2006 году под названием «Beta» спродюсированный Крисом Грейнджером и Рассом Лонгом (которые занимались такими командами как Switchfoot, Wilco, Dropping Daylight). Hotspur регулярно выступали с турами на восточном побережье США и учредили группу фанатской поддержки, которая курсировала с ними вдоль городов. Выступали на одной сцене с такими командами как The Late Night, Bravo Romeo Bravo, Arden, The Pink Spiders, Stella Wake Up, Polyester, The Friday Night Boys.
Hotspur были названы одной из четырёх лучших команд выступавших на фестивале SXSW в 2006 году.
В 2009 году коллектив выпустил второй по счету студийный альбом под названием You Should Know Better By Now. 10 Января 2011 года группа была номинирована Washington Area Music Association в следующих номинациях:
- Исполнитель года — Hotspur
- Песня года- «If These Walls Could Talk»
- Поп-Рок команда года — Hotspur
- Менеджер года — Diana Stagnato

Весной 2011 года в группе наметился раскол, ребята хотели поменять направление в музыке и продюсерскую команду. В итоге произошла смена названия на The Static.
22 Ноября 2011 года «Hotspur» сменили название на «The Static» . Об этом было официально объявлено в их сообщении. Коллектив состоит из тех же членов местной Поп-рок сенсации Hotspur. Новый имидж группы выражен в полной смене стиля, теперь они исполняют Глэм-рок, в отличие от уже признанной за Hotspur Поп-рок музыки. Группа исполняет «броские рок-песни, что шипят и парят, с частичкой сердца и запотевшим оттенком бравады, под хорошую дозу ударной волны танцпола», так это описал вокалист Joe Mach.

## Дискография

### LP’s
- 2006 — Beta
- 2009 — You Should Know Better By Now

### EP’s
- 2005 — Hotspur
- 2012 — While the Night Is Young

### Синглы
- 2012 — So Wrong